# Most Improved Player der Basketball-Bundesliga
Der Basketball-Bundesliga Most Improved Player Award war eine Auszeichnung der Basketball-Bundesliga (BBL) für denjenigen Spieler, der sich im Vergleich zur Vorsaison am meisten verbessert hat. Sie wurde bis zur Saison 2014/15 vergeben. Bis zur Saison 2010/11 hieß die Auszeichnung Newcomer of the Year.
Letzter Preisträger (2014/15) war Johannes Voigtmann.

## Tabellarische Chronik

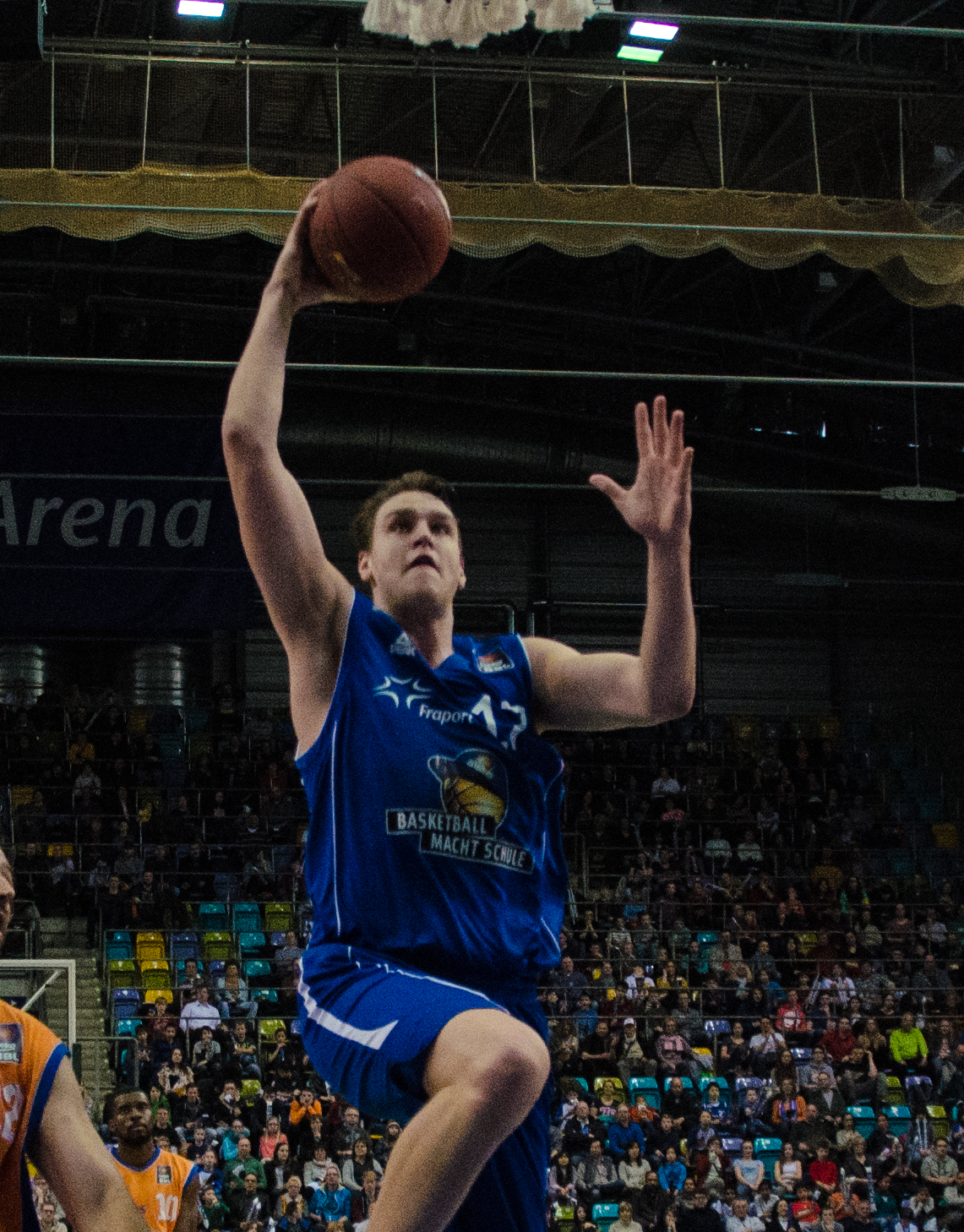
Johannes Voigtmann, Gewinner des Most Improved Player Award der Saison 2014/15

| Saison               | Spieler            | Nat.               | Verein                  |
| -------------------- | ------------------ | ------------------ | ----------------------- |
| Newcomer of the Year |                    |                    |                         |
| 2002/03              | Steffen Hamann     | Deutschland        | TSK Bamberg             |
| 2003/04              | Demond Greene      | Deutschland        | Bayer Giants Leverkusen |
| 2004/05              | Anton Gavel        | Slowakei           | Gießen 46ers            |
| 2005/06              | Andrew Wisniewski  | Vereinigte Staaten | Telekom Baskets Bonn    |
| 2006/07              | Je’Kel Foster      | Vereinigte Staaten | EnBW Ludwigsburg        |
| 2007/08              | Bobby Brown        | Vereinigte Staaten | Alba Berlin             |
| 2008/09              | Roderick Trice     | Vereinigte Staaten | BG Göttingen            |
| 2009/10              | Taylor Rochestie   | Vereinigte Staaten | BG Göttingen            |
| Most Improved Player |                    |                    |                         |
| 2010/11              | Philip Zwiener     | Deutschland        | TBB Trier               |
| 2011/12              | Maik Zirbes        | Deutschland        | TBB Trier               |
| 2012/13              | Dennis Schröder    | Deutschland        | New Yorker Phantoms     |
| 2013/14              | Danilo Barthel     | Deutschland        | Fraport Skyliners       |
| 2014/15              | Johannes Voigtmann | Deutschland        | Fraport Skyliners       |